# Alpenbach (Ruhr)
Der Alpenbach ist ein linksseitiger Zufluss der unteren Ruhr (GWKZ 276 9912).

## Geographie

### Verlauf
Der Alpenbach beginnt bei Schloss Landsberg und fließt nördlich parallel der August-Thyssen-Straße auf Essener Stadtgebiet weiter nach Mintard. Er nimmt das Wasser des Rodenbuschbachs und des Landsberger Grabens auf. Er mündet nach einer Länge von 3,2 km beim Mintarder Wasserbahnhof in Mintard, Mülheim, bei Flusskilometer 20,7 in die Ruhr.

### Zuflüsse
- Landsberger Graben (links), 1,7 km
- Allenbruchs Bach (links), 0,7 km
- Rodenbusch Bach (links), 1,3 km

## Renaturierung
Die Stadt Mülheim an der Ruhr renaturiert den Bach.